# Джайлауов, Ерсын
Ерсын Джайлауов (26 июля 1977 года, Шымкент, Казахстан) — боксёр. Заслуженный мастер спорта республики Казахстан по боксу, многократный чемпион Казахстана, победитель Спартакиады народов СНГ 1995 года Санкт-Петербург, чемпион Кубка Мухаммеда Али 1997 года, Луиссвил США, чемпион Игр Доброй воли — Нью-Йорк США, чемпион СНГ и славянских стран среди профессионалов, интерконтинетальный чемпион мира по версии WBO.